# Головко Михайло Йосифович
Миха́йло Йо́сифович Головко́ (нар. 3 травня 1983, с. Токи, УРСР) — український політик, що підозрюється в хабарництві та корупції. Кандидат економічних наук (2018). Член ВО «Свобода» (з 2002). Народний депутат України VII та VIII скликань. Колишній голова Тернопільської облради (25.11.2020-26.10.2023).

## Життєпис
Михайло Головко народився 3 травня 1983 року в селі Токах, нині Скориківської громади Тернопільського району Тернопільської области. 2000 року закінчив Тернопільську школу № 9, Тернопільську академію народного господарства (нині — Західноукраїнський національний університет) (2005, диплом магістра з відзнакою), аспірантуру Тернопільського національного технічного університету імені Івана Пулюя (2011), Міжрегіональну академію управління персоналом (2012, Київ). Працював організатором суспільно-громадських заходів ТОПіГУ «Фортеця» (2001—2005), приватним підприємцем (2007—2012).

### Громадсько-політична діяльність
Член (від 2002), керівник тернопільської міської організації (від 2006), заступник тернопільської обласної організації (2011—2012) ВО «Свобода». Депутат Тернопільської міської ради (2006, 2010) від ВО «Свобода».
Народний депутат України 7-го (заступник голови Комітету з питань економічної політики, голова підкомітету з питань господарського законодавства) та 8-го (член Комітету з питань податкової та митної політики; голова Міжфракційного депутатського об'єднання «За тверезе майбутнє») скликань.
У січні 2013 року захищав інтереси групи компаній «Мрія» Івана Гути від тиску податкової.
Учасник Революції гідности, комендант наметового містечка на вулиці Лютеранській.
Від 25 листопада 2020 року голова Тернопільської обласної ради.
До Дня Незалежности відкрили 30 (за іншими даними — 35-метровий) флагшток на Замковій горі в Кременці (головний спонсор — «Фонд Михайла та Мар'яни Головків»), для чого зруйнували частину фундаменту будинку XVI століття.

## Розслідування

### Отримання хабаря
26 червня 2023 року НАБУ та САП затримали тодішнього голову Тернопільської облради Головка й двох заступників Ігоря Дем'янчука (перший заступник) та Ігоря Гайдука за підозрою в одержанні хабаря (ч. 4 ст. 368 ККУ). За даними слідства, вони вимагали 2,4 млн грн хабаря за підписання актів виконаних робіт з будівництва та ремонту інфраструктурних об'єктів комунальним підприємством Тернопільської облради.
29 червня за Головка було внесено 805 тис. грн застави. 18 липня суддя ВАКС Ярослав Шкодін не задовольнив клопотання прокурора САП про відсторонення Головка від посади голови Тернопільської ОДА, завдяки чому той повернувся на роботу.
26 жовтня знятий з посади голови Тернопільської обласної ради, 17 листопада слідчий суддя ВАКС задовольнив клопотання прокурора САП, що вимагав арешту Головка, ухваливши передати як дохід державі 805 тис. грн застави, а самого Головка було поміщено під домашній арешт у Тернополі до 17 січня 2024 року.
1 серпня 2024 року Восьмий апеляційний адміністративний суд Львова задовольнив позов Головка і відновив його на посаді. Рішення було ухвалено колегією суддів у складі Сергія Кузьмича, Любомира Гудима та Володимира Качмара. Повторно звільнений з посади таємним голосуванням депутатів облради 5 серпня 2024 року.
18 червня 2025 року ВАКС засудив Головка до 9 років в'язниці з конфіскацією майна. Йому заборонено обіймати посади в органах державної влади та місцевого самоврядування на три роки. Вирок ухвалив суддя Вищого антикорсуду Маркіян Галабала.

### Підозра в недостовірному декларуванні
У лютому 2025 року Головка звинуватили в навмисно недостовірному декларуванні майна. За даними САП, у деклараціях за 2022—2023 роки він не вказав квартиру площею 201 м², що належала його матері, і яку він використав із членами родини. Також у декларації за 2022 рік Михайло не вніс дані про гроші на банківському рахунку та нежитлові приміщення (паркувальне місце, автомийку та комору), що належать членам родини. Прокурор за участю НАБУ оголосив йому про підозру.

## Наукова діяльність
У 2018 році захистив кандидатську дисертацію «Трансформація податкової системи України в умовах фіскальної децентралізації»[джерело?].

## Родина
- Батько — Головко Йосиф Богданович, уродженець села Рожиськ Підволочиського району.
- Мати — Головко (Яроцька) Галина Русланівна, уродженка села Токи.
- Дружина — Мар'яна Головко (Шевчук).
- Діти — Гордій, Лук'ян, Богдан та Макар.

## Відзнаки
- орден Святого Рівноапостольного князя Володимира Великого (2011),[23]
- орден святого Миколая Чудотворця (2017 р.),
- Медаль «За жертовність і любов до України»,
- ювілейна медаль до 75-річчя УПА в Тернополі,
- орден Архистратига Михаїла (2018).